# Deaf Records
Deaf Records es una discográfica británica subsidiaria de Peaceville Records. Este fue fundado en el 1984 y que se enfoca en bandas relacionadas con el género heavy metal.

## Bandas
- Accidental Suicide
- Agathocles
- At the Gates
- Banished
- Drudge
- Impaler
- Isengard
- Morta Skuld
- Pitchshifter
- Prophecy of Doom
- Therion

- Datos: Q2072836